# 成都大熊猫繁育研究基地

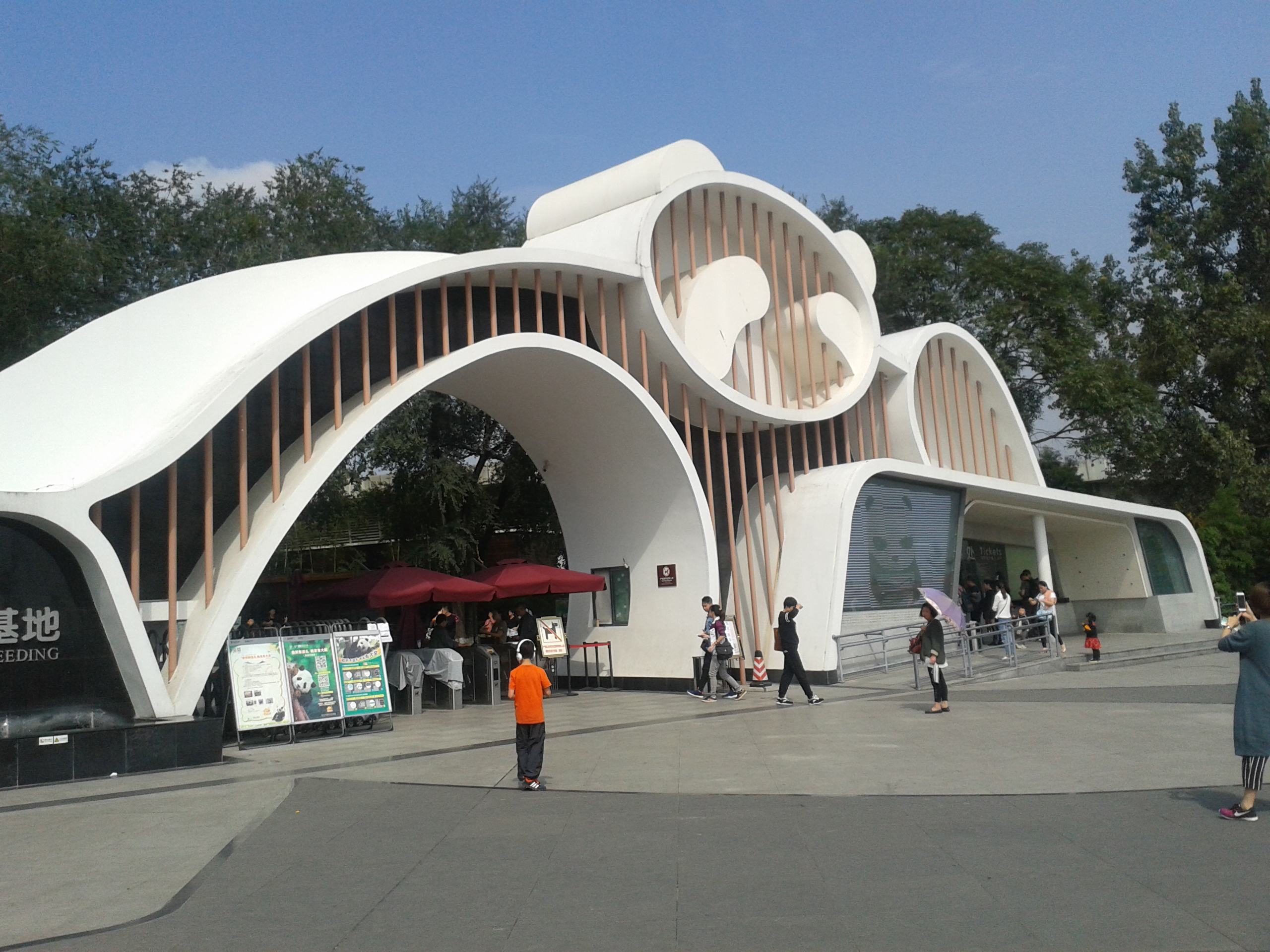

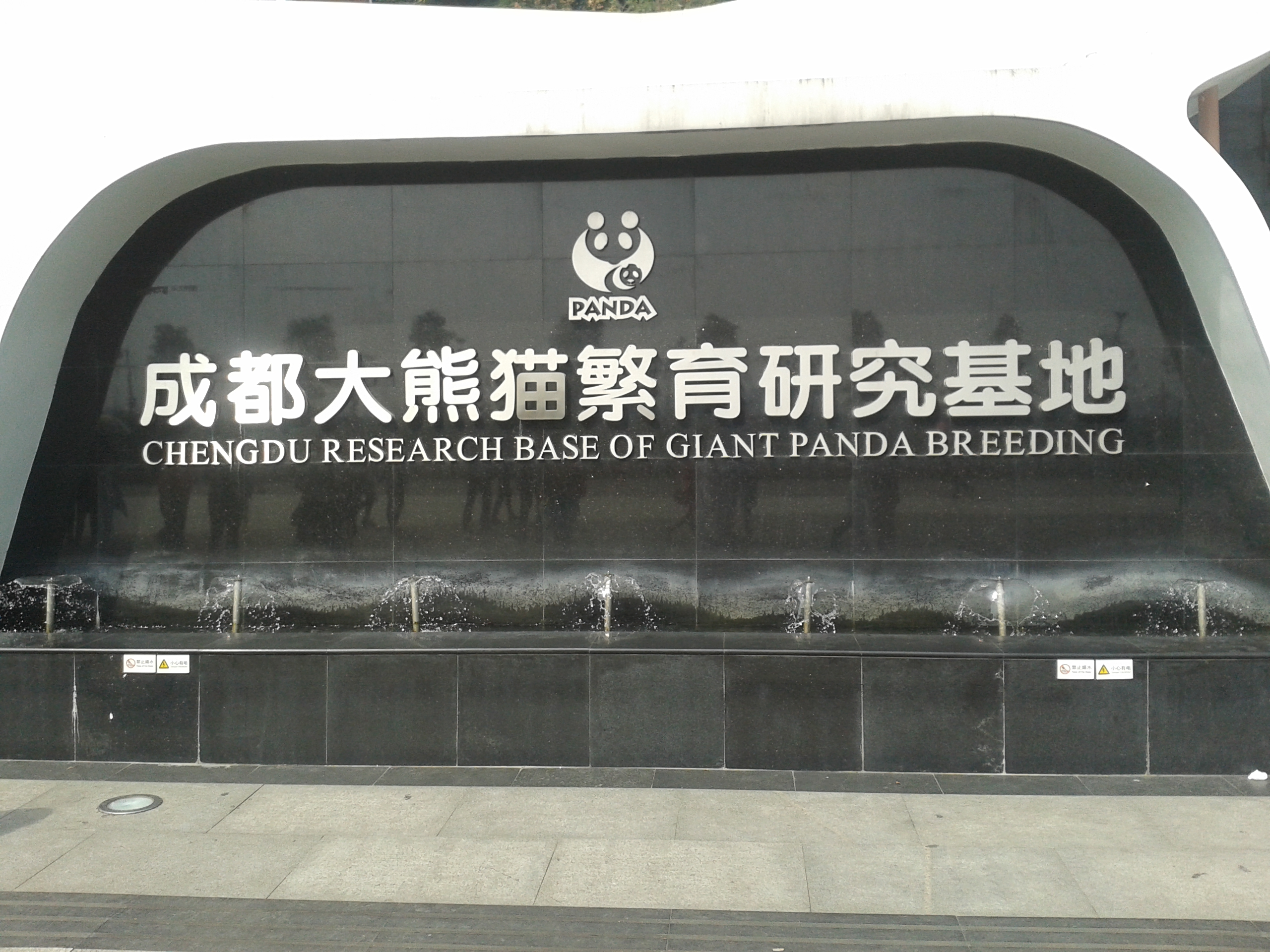

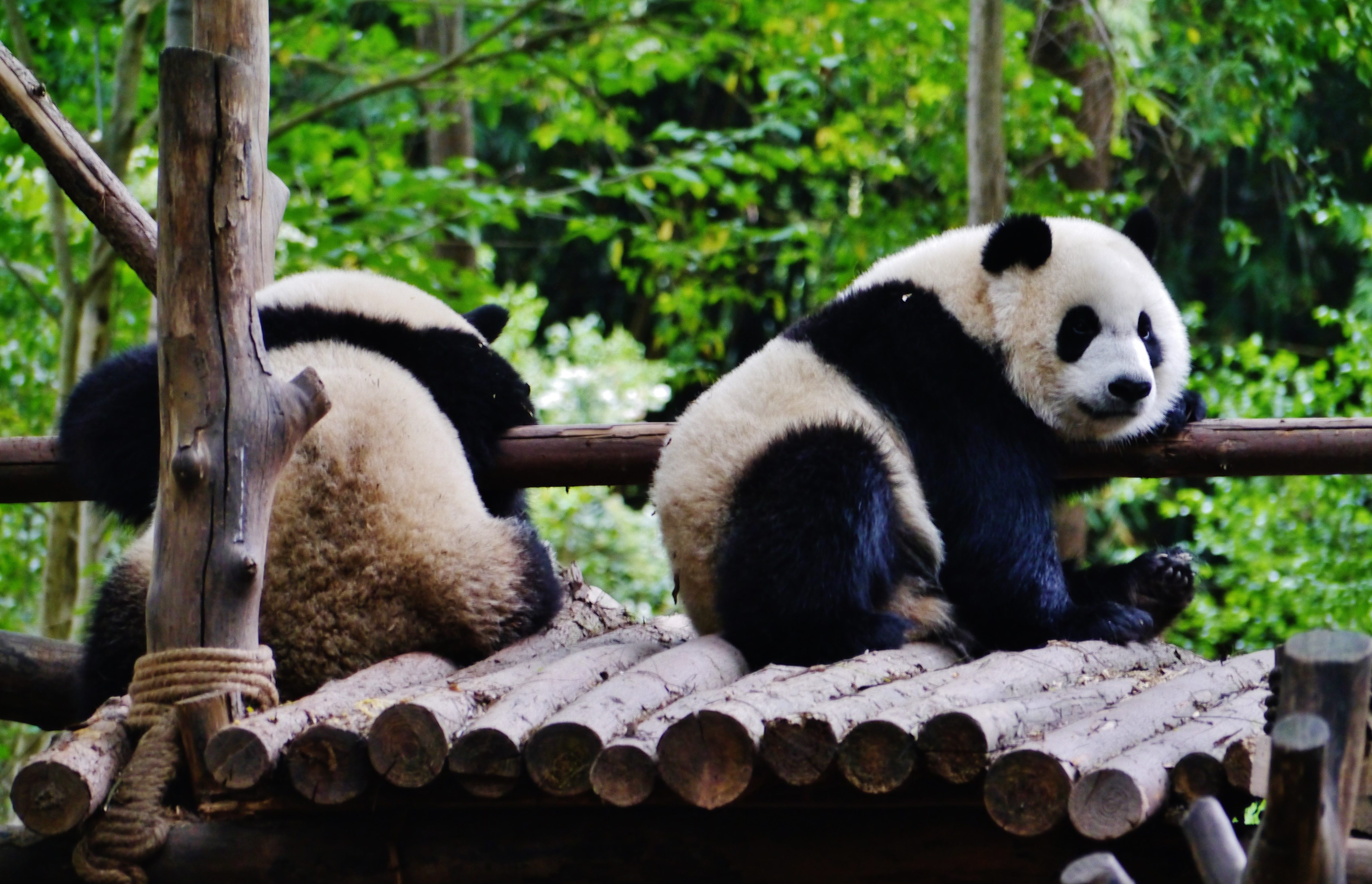

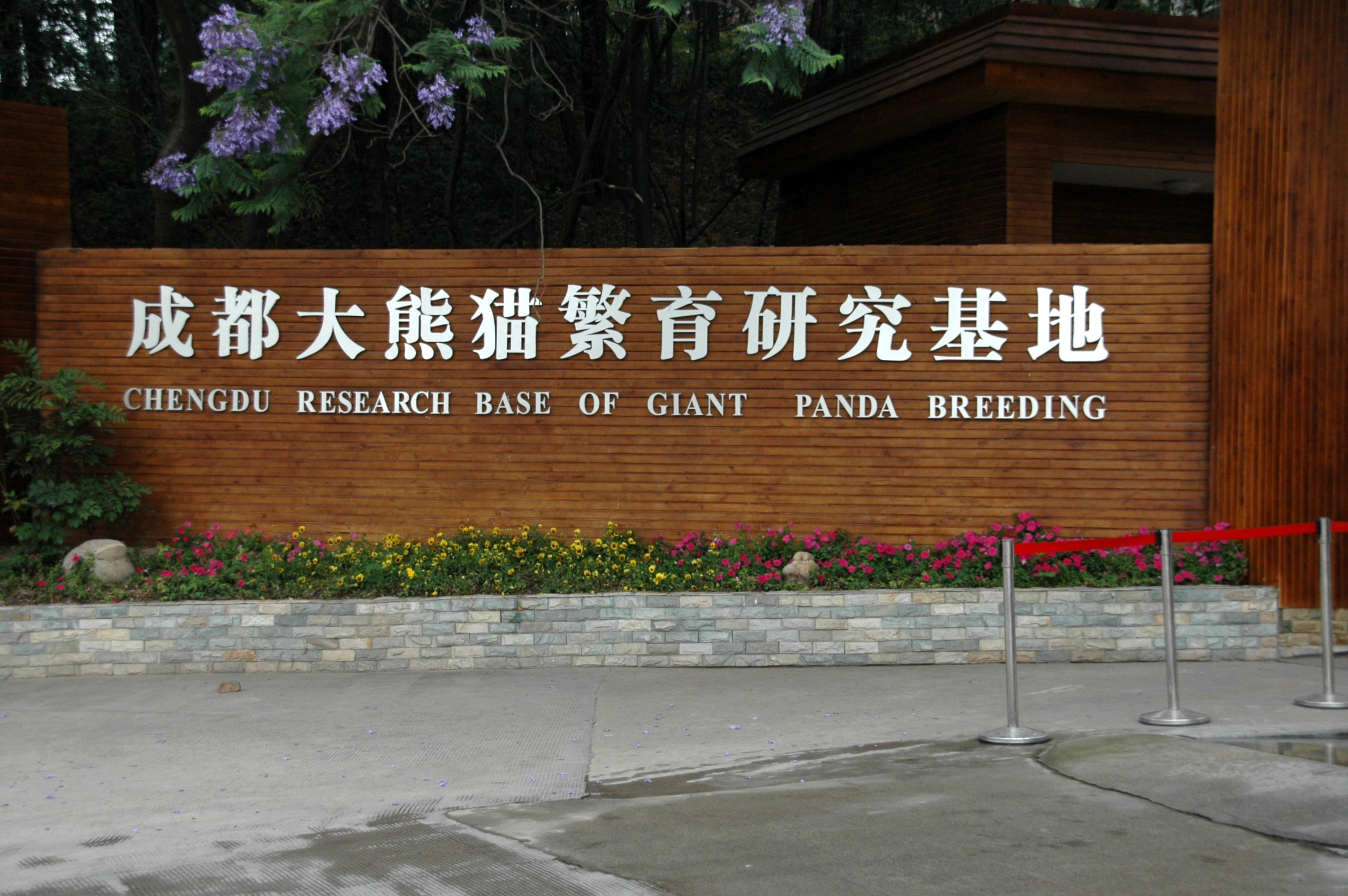
成都大熊猫繁育研究基地

成都大熊猫繁育研究基地位于四川省成都市成华区熊猫大道1375号，在斧头山侧的浅丘上。是一個集大熊猫科研繁殖、公众教育和教育旅游为一体的研究机构和旅游目的地，也是一个专门从事濒危野生动物研究、繁育、保护教育和教育旅游的非营利性机构。

## 历史
- 基地于1987年3月建立，成都熊猫基地以建立初期从野外抢救的6只大熊猫为基础，截至2015年总占地1,530亩，大熊猫圈养种群数量增加到152只，成为全球最大的圈养大熊猫人工繁殖种群。另外基地也有小熊猫、金丝猴及其它濒危野生动物。[2]
- 2022年1月1日，成都大熊猫繁育研究基地扩建区开园试运营。扩建后的成都熊猫基地总面积由原来的1,035亩增至3,570亩。[3]

## 繁育与保护重点实验室
成都大熊猫繁育研究基地下设有大熊猫繁育与保护重点实验室（筹）。实验室成立于1997年，于2001年，实验室正式获批四川省重点实验室。2003年，“博士后科研工作站”成立。2007年，成功获批国家重点实验室。
实验室现有
- 研究人员44名
- 实验室技术人员26名
- 管理人员11名
- 流动人员125名，其中博士后2名，实习生123名。

实验室拥有6,000m²的实验、办公平台及总面积达227万m²的三个野化放归基地。